# Ражанкос
Ражанко́с (кат. Regencós, вимова літературною каталанською [rəʒəŋ'kos]) - муніципалітет, розташований в Автономній області Каталонія, в Іспанії. Код муніципалітету за номенклатурою Інституту статистики Каталонії - 171447. Знаходиться у районі (кумарці) Баш-Ампурда (коди району - 10 та BM) провінції Жирона, згідно з новою адміністративною реформою перебуватиме у складі Баґарії (округи) Жирона. 

## Назва муніципалітету
Назва муніципалітету походить від германського імені Regincoz.

## Населення
Населення міста (у 2007 р.) становить 326 осіб (з них менше 14 років - 13,2%, від 15 до 64 - 64,7%, понад 65 років - 22,1%). У 2006 р. народжуваність склала 3 особи, смертність - 3 особи, зареєстровано 0 шлюбів. У 2001 р. активне населення становило 138 осіб, з них безробітних - 17 осіб.

Серед осіб, які проживали на території міста у 2001 р., 235 народилися в Каталонії (з них 185 осіб у тому самому районі, або кумарці), 27 осіб приїхало з інших областей Іспанії, а 19 осіб приїхало з-за кордону. 

Вищу освіту має 10% усього населення. 

У 2001 р. нараховувалося 104 домогосподарства (з них 27,9% складалися з однієї особи, 22,1% з двох осіб,15,4% з 3 осіб, 25% з 4 осіб, 7,7% з 5 осіб, 1% з 6 осіб, 0% з 7 осіб, 1% з 8 осіб і 0% з 9 і більше осіб).

Активне населення міста у 2001 р. працювало у таких сферах діяльності : у сільському господарстві - 9,9%, у промисловості - 10,7%, на будівництві - 28,1% і у сфері обслуговування - 51,2%. 

 У муніципалітеті або у власному районі (кумарці) працює 119 осіб, поза районом - 76 осіб.

### Безробіття
У 2007 р. нараховувалося 9 безробітних (у 2006 р. - 12 безробітних), з них чоловіки становили 22,2%, а жінки - 77,8%.

## Економіка

### Підприємства міста

#### Промислові підприємства
| \| Промислові підприємства міста, за сферою діяльності \| Промислові підприємства міста, за сферою діяльності \| Промислові підприємства міста, за сферою діяльності \| \| Рік \| 2002 р. \| 2001 р. \| \| --------------------------------------------------- \| --------------------------------------------------- \| --------------------------------------------------- \| \| Енергетичні та водні ресурси \| 28,6% \| 28,6% \| \| Хімія та метали \| 35,7% \| 35,7% \| \| Переробка металів \| 7,1% \| 7,1% \| \| Продукти харчування \| 14,3% \| 14,3% \| \| Текстиль \| 0% \| 0% \| \| Виробництво меблів, видання \| 14,3% \| 14,3% \| \| Інше \| 0% \| 0% \| \| Усього підприємств \| 14 \| 14 \| |         |         |
| Промислові підприємства міста, за сферою діяльності |         |         |
| Рік | 2002 р. | 2001 р. |
| Енергетичні та водні ресурси | 28,6%   | 28,6%   |
| Хімія та метали | 35,7%   | 35,7%   |
| Переробка металів | 7,1%    | 7,1%    |
| Продукти харчування | 14,3%   | 14,3%   |
| Текстиль | 0%      | 0%      |
| Виробництво меблів, видання | 14,3%   | 14,3%   |
| Інше | 0%      | 0%      |
| Усього підприємств | 14      | 14      |

#### Роздрібна торгівля
| \| Підприємства роздрібної торгівлі міста, за сферою діяльності \| Підприємства роздрібної торгівлі міста, за сферою діяльності \| Підприємства роздрібної торгівлі міста, за сферою діяльності \| \| Рік \| 2002 р. \| 2001 р. \| \| ------------------------------------------------------------ \| ------------------------------------------------------------ \| ------------------------------------------------------------ \| \| Продукти харчування \| 0% \| 0% \| \| Одяг та взуття \| 0% \| 0% \| \| Товари для дому \| 33,3% \| 20% \| \| Книги та періодичні видання \| 0% \| 0% \| \| Промислова хімічна продукція \| 33,3% \| 40% \| \| Продукція, пов'язана з транспортними засобами \| 16,7% \| 20% \| \| Інше \| 16,7% \| 20% \| \| Усього підприємств \| 6 \| 5 \| |         |         |
| Підприємства роздрібної торгівлі міста, за сферою діяльності |         |         |
| Рік | 2002 р. | 2001 р. |
| Продукти харчування | 0%      | 0%      |
| Одяг та взуття | 0%      | 0%      |
| Товари для дому | 33,3%   | 20%     |
| Книги та періодичні видання | 0%      | 0%      |
| Промислова хімічна продукція | 33,3%   | 40%     |
| Продукція, пов'язана з транспортними засобами | 16,7%   | 20%     |
| Інше | 16,7%   | 20%     |
| Усього підприємств | 6       | 5       |

#### Сфера послуг
| \| Підприємства міста, що працюють у сфері послуг, за діяльністю \| Підприємства міста, що працюють у сфері послуг, за діяльністю \| Підприємства міста, що працюють у сфері послуг, за діяльністю \| \| Рік \| 2002 р. \| 2001 р. \| \| ------------------------------------------------------------- \| ------------------------------------------------------------- \| ------------------------------------------------------------- \| \| Гуртова торгівля \| 13,3% \| 14,3% \| \| Готелі та готельний бізнес \| 13,3% \| 14,3% \| \| Транспорт та зв'язок \| 6,7% \| 7,1% \| \| Посередницькі фінансові послуги \| 0% \| 0% \| \| Послуги підприємствам \| 0% \| 0% \| \| Послуги фізичним особам \| 53,3% \| 57,1% \| \| Нерухомість та ін. \| 13,3% \| 7,1% \| \| Усього підприємств \| 15 \| 14 \| |         |         |
| Підприємства міста, що працюють у сфері послуг, за діяльністю |         |         |
| Рік | 2002 р. | 2001 р. |
| Гуртова торгівля | 13,3%   | 14,3%   |
| Готелі та готельний бізнес | 13,3%   | 14,3%   |
| Транспорт та зв'язок | 6,7%    | 7,1%    |
| Посередницькі фінансові послуги | 0%      | 0%      |
| Послуги підприємствам | 0%      | 0%      |
| Послуги фізичним особам | 53,3%   | 57,1%   |
| Нерухомість та ін. | 13,3%   | 7,1%    |
| Усього підприємств | 15      | 14      |

## Житловий фонд
У 2001 р. 4,8% усіх родин (домогосподарств) мали житло метражем до 59 м2, 21,2% - від 60 до 89 м2, 33,7% - від 90 до 119 м2 і
40,4% - понад 120 м2.

З усіх будівель у 2001 р. 87,5% було одноповерховими, 11,9% - двоповерховими, 0,6
% - триповерховими, 0% - чотириповерховими, 0% - п'ятиповерховими, 0% - шестиповерховими,
0% - семиповерховими, 0% - з вісьмома та більше поверхами.

## Автопарк
| \| Автомобілі, зареєстровані у місті, за призначенням \| Автомобілі, зареєстровані у місті, за призначенням \| Автомобілі, зареєстровані у місті, за призначенням \| \| Рік \| 2006 р. \| 2005 р. \| \| -------------------------------------------------- \| -------------------------------------------------- \| -------------------------------------------------- \| \| Приватні автомобілі \| 56,6% \| 56,5% \| \| Мотоцикли \| 12,4% \| 11,9% \| \| Вантажівки \| 20,7% \| 21,8% \| \| Трактори \| 1,5% \| 1,5% \| \| Автобуси та ін. \| 8,8% \| 8,4% \| \| Усього автомобілів \| 410 шт. \| 395 шт. \| |         |         |
| Автомобілі, зареєстровані у місті, за призначенням |         |         |
| Рік | 2006 р. | 2005 р. |
| Приватні автомобілі | 56,6%   | 56,5%   |
| Мотоцикли | 12,4%   | 11,9%   |
| Вантажівки | 20,7%   | 21,8%   |
| Трактори | 1,5%    | 1,5%    |
| Автобуси та ін. | 8,8%    | 8,4%    |
| Усього автомобілів | 410 шт. | 395 шт. |

## Вживання каталанської мови
У 2001 р. каталанську мову у місті розуміли 97,1% усього населення (у 1996 р. - 98,2%), вміли говорити нею 91,9% (у 1996 р. - 
93,8%), вміли читати 89,3% (у 1996 р. - 89,7%), вміли писати 56,6
% (у 1996 р. - 56,8%). Не розуміли каталанської мови 2,9%.

## Політичні уподобання
У виборах до Парламенту Каталонії у 2006 р. взяло участь 150 осіб (у 2003 р. - 168 осіб). Голоси за політичні сили розподілилися таким чином:
| \| Вибори до Парламенту Каталонії \| Вибори до Парламенту Каталонії \| Вибори до Парламенту Каталонії \| \| Рік \| 2006 р. \| 2003 р. \| \| -------------------------------------- \| ------------------------------ \| ------------------------------ \| \| Конвергенція та Єднання (CiU) \| 47,3% \| 51,8% \| \| Соціалістична партія Каталонії (PSC) \| 16,7% \| 13,7% \| \| Народна партія (PP) \| 2,7% \| 6,5% \| \| Ініціатива за Каталонію — Зелені (ICV) \| 6% \| 2,4% \| \| Республіканська лівиця Каталонії (ERC) \| 24,7% \| 23,8% \| \| Громадяни — Громадянська партія (C's) \| 0,7% \| 0% \| \| Інші \| 2% \| 1,8% \| |         |         |
| Вибори до Парламенту Каталонії |         |         |
| Рік | 2006 р. | 2003 р. |
| Конвергенція та Єднання (CiU) | 47,3%   | 51,8%   |
| Соціалістична партія Каталонії (PSC) | 16,7%   | 13,7%   |
| Народна партія (PP) | 2,7%    | 6,5%    |
| Ініціатива за Каталонію — Зелені (ICV) | 6%      | 2,4%    |
| Республіканська лівиця Каталонії (ERC) | 24,7%   | 23,8%   |
| Громадяни — Громадянська партія (C's) | 0,7%    | 0%      |
| Інші | 2%      | 1,8%    |

У муніципальних виборах у 2007 р. взяло участь 181 особа (у 2003 р. - 184 особи). Голоси за політичні сили розподілилися таким чином:
| \| Муніципальні вибори \| Муніципальні вибори \| Муніципальні вибори \| \| Рік \| 2007 р. \| 2003 р. \| \| -------------------------------------- \| ------------------- \| ------------------- \| \| Конвергенція та Єднання (CiU) \| 25,4% \| 46,2% \| \| Соціалістична партія Каталонії (PSC) \| 13,3% \| 0% \| \| Народна партія (PP) \| 0% \| 0% \| \| Ініціатива за Каталонію — Зелені (ICV) \| 27,6% \| 0% \| \| Республіканська лівиця Каталонії (ERC) \| 33,7% \| 25% \| \| Громадяни — Громадянська партія (C's) \| 0% \| 0% \| \| Інші \| 0% \| 28,8% \| |         |         |
| Муніципальні вибори |         |         |
| Рік | 2007 р. | 2003 р. |
| Конвергенція та Єднання (CiU) | 25,4%   | 46,2%   |
| Соціалістична партія Каталонії (PSC) | 13,3%   | 0%      |
| Народна партія (PP) | 0%      | 0%      |
| Ініціатива за Каталонію — Зелені (ICV) | 27,6%   | 0%      |
| Республіканська лівиця Каталонії (ERC) | 33,7%   | 25%     |
| Громадяни — Громадянська партія (C's) | 0%      | 0%      |
| Інші | 0%      | 28,8%   |